# Macrodactylus aequatorialis
Macrodactylus aequatorialis är en skalbaggsart som beskrevs av Moser 1918. Macrodactylus aequatorialis ingår i släktet Macrodactylus och familjen Melolonthidae. Inga underarter finns listade i Catalogue of Life.